# Русские Атаи
Ру́сские Ата́и (чув. Вырăсушкăнь) — деревня в Красночетайском районе Чувашской Республики. Входит в состав Староатайского сельского поселения.

## География
Находится в северо-западной части Чувашии на расстоянии приблизительно 14 км на восток от районного центра села Красные Четаи.

## История
Известна с 1795 года, когда здесь было 18 дворов и 143 жителя. В XIX веке околоток Русский деревни Атай (ныне Старые Атаи). В 1869 году было учтено 1698 жителей, в 1897 — 60 дворов, 391 житель, в 1926—109 дворов, 508 жителей, в 1939—549 жителей, в 1979—356. В 2002 году было 100 дворов, в 2010 — 75 домохозяйств. В 1933 году был образован колхоз «Марксист», в 2010 действовало ООО «Асамат».

## Население
Постоянное население составляло 197 человек (чуваши 74 %, русские 26 %) в 2002 году, 184 в 2010.